# Žilavka
Žilavka je avtohtona vinska trta Hercegovine, južnega predela Bosne in Hercegovine. 

## Značilnosti
Vinska trta je bujne rasti, redne in zadovoljive rodnosti. Je srednje pozna sorta, ki dozori konec septembra. Teža posameznega grozda doseže 150 do 200 gramov. Grozdje se vzgaja se na nizkem, srednje visokem in visokem trsu. Zelo dobro uspeva na plitkih in kraških tleh ter odlično prenaša sušo. Sladkorna stopnja v moštu varira med 20 in 24 %, kislinska stopnja mošta pa znaša 5 do 8 g/l. Vino proizvedeno iz sorte grozdja žilavka je visoko kvalitetno s karakterističnim vonjem. Je harmonično, kristalne bistrine in igrive rumeno-zelene barve. Vino doseže alkoholno stopnjo 12 do 13 %. Servira se ohlajeno na temperaturo 12 °C.

## Vinorodno področje
Žilavka uspeva predvsem na področju južno od Mostarja, v okolici naselij Čitluk, Medžugorje, Ljubuški in Čapljina. Predvsem so opazni proizvajalci Nuić, Škegro, Brkić, Vinarija Čitluk. V nekdanji Jugoslaviji se je žilavka v manjšem obsegu vzgajala tudi na drugih področjih, kjer se je mošt mešal z drugimi sortami. Danes se skoraj izključno vzgaja v Hercegovini in stekleniči sama, kot tudi drugo sortno vino iz Hercegovine, Blatina.
Vino je primerno tudi za hranjenje v hrastovih sodih, za tako imenovana barik (barrique) vina.

## Sinonimi
Žilavka je znana tudi pod imeni Mostarska, Mostarska Žilavka, Zhelavka Biella, Žilava Hercegovačka, Zilavka, Žilavka Bijela in Žilavka Mostarska.

## Sklic
1. ↑  Miquel Hudin & Elia Varela Serra (2011), Vinologue Herzegovina, Vinologue, str. 75, ISBN 978-0-9837718-1-4
2. ↑  »Zilavka«. Vitis International Variety Catalogue. Arhivirano iz prvotnega spletišča dne 5. aprila 2012. Pridobljeno 31. januarja 2010.